# Imbrasia myrtea
Imbrasia myrtea är en fjärilsart som beskrevs av Hans Rebel 1917. Imbrasia myrtea ingår i släktet Imbrasia och familjen påfågelsspinnare. Inga underarter finns listade i Catalogue of Life.